# Szatja
A szatja (szanszkrit: सत्य, átírva: szatjá, nyugati átírás: satya) jelentése: eredeti, igaz, igazság stb. Az ind filozófiában és vallásokban használt fogalom és egyben erény, utalva az ember gondolatának, beszédének és cselekedetének igazságára és igazságosságára. Egyike a jama etikai szabályainak, továbbá az öt dzsaina fogadalom egyike.
Az igazság az erények királynője és a Védák lényege. Az igazság Isten lakhelye. Az igazság Isten maga. Az igazság az élet alaptörvénye. Az igazság a szabadság törvénye, a hazugság pedig a rabszolgaság és a halál törvénye. Az igazság törvényesség, tisztesség, az erkölcsi alapelvekhez való ragaszkodás.

## Igazmondás
A hindu szentírások félreérthetetlenül kijelentik: mondj igazat! Egyedül az igazság győzedelmeskedik, a hazugság soha! Isten az igazság és az igazsághoz az igazmondás által jutunk el. Az igaz ember mentes a nyugtalankodástól és az aggódástól. Nyugodt elmével él.
Az igazság olyan, mint a legelőre vezető út, a hazugság viszont olyan, mint a tüskés bokor. Akinek a fejében hazug gondolatok kavarognak, abban minden pillanatban ott van a titkos félelem, nyugtalanság, a bizalom szomjazása és az az érzés, hogy a dolgok bármikor rosszra fordulhatnak. Az igazság ezzel szemben a becsületesség útja, amely hosszú távon sikerre visz. Az igazság egyenes út, elbizonytalanító elágazások nélkül.
Szvámi Sivánanda alapján „ha valaki 12 éven át csak az igazat mondja, szert tesz a "beszéd tökéletességére". Egy ilyen ember beszédében erő van. Amit a száján kiejt, megvalósul.”
A hindu szent szövegek kijelentik, hogy azokban, akik mindig az igazat mondják, kifejlődik az a képesség, hogy kimondott szavaikat materializálják.

## A mindent magába foglaló erény
A szatja nemcsak az igazmondást írja elő, hanem követelményként szabja meg a gondolatbeli tisztaságot is. Aki szatjában él, tehát őszinteségben és igazságban, az egyúttal a mindennel és mindenkivel szembeni megelégedettség (szamtósa) hordozója is. A valóság kifordítása ugyanis abból az elégedetlenségből fakad, amivel az egyén szembefordítja a saját érdekeit másokéval. Amikor azonban az elégedetlenség kiváltó okai eltűnnek, ez magával hozza az elégedettség érzését. A kimondott szó iránti felelősségérzetnek lényeges személyiségformáló ereje van. A szó és a beszéd, amely a szív legbelső indulatából fakad, mérhetetlen hatalom megtestesítője lehet.
Az igazság a legfőbb parancsolat. Minden becsületesség ebbe az egyetlen parancsolatba sűrűsödik. A szentírások felszólítanak: bármit teszel ne csapd meg be magad és a világot! Ne rejtsd el a gondolataidat! Légy nyíltszívű! Légy elfogulatlan! Légy egyenes! 
Az igazság mindig színtiszta, zavartalan állapotban létezik. Magába foglalja a megbocsátást, a türelmet, a béketűrést, a kedvességet, a szeretetet, az irigység hiányát, az önmegtartóztatást.  A béke igazság. Az igazság béke.
Gandhi is amikor az igazságról beszélt, akkor nemcsak az igazmondásra tett utalást. Vallotta, hogy az ember akkor tud harmóniában élni az Istennel és önmagával, ha gondolatai, szavai és cselekedetei az igazságra és igazságosságra, az élet alaptörvényére épülnek. 
Az elme az igazság által kerül magasabb szintre. Az értelem a magasztos, isteni gondolatok által válik kifinomulttá. Az igazság gyakorlásával az antahkarana (a 4-rétű belső eszköz: elme, értelem, tudatalatti és ego) megtisztul a szennyeződésektől. Úgy ragyog, mint a tükör és teljes fényében tükrözi vissza az Úr isteni formáját. Az igazság felé haladó ember belsőleg erős és mindent tud, mert egyre közelebb van a Mindenhatóhoz.

## Fordítás
- Ez a szócikk részben vagy egészben  a   Satya című angol Wikipédia-szócikk fordításán alapul.  Az eredeti cikk szerkesztőit annak laptörténete sorolja fel. Ez a jelzés csupán a megfogalmazás eredetét és a szerzői jogokat jelzi, nem szolgál a cikkben szereplő információk forrásmegjelöléseként.